# Каза ал Чинчо (Арецо)
Каза ал Чинчо је насеље у Италији у округу Арецо, региону Тоскана.
Према процени из 2011. у насељу је живело 30 становника. Насеље се налази на надморској висини од 249 м.